# Ferdinand Spehr
Ludwig Ferdinand Spehr (né le 10 février 1811 à Brunswick et mort le 17 mars 1881 dans la même ville) est un historien allemand principalement actif dans le domaine de l'histoire de Brunswick.

## Biographie
Spehr est le plus jeune fils du marchand Johann Peter Spehr, propriétaire d'une entreprise d'édition musicale; sa mère Luise, née Fischer, est la fille d'un fonctionnaire de l'abbaye de Gandersheim.
Il étudie au lycée Saint-Martin (de) et l'Obergymnasium de sa ville natale et de Pâques 1829 à 1831 au Collège Carolinum. À Pâques 1831, il entreprend des études de droit à l'université de Göttingen, où il reste jusqu'au 29 septembre 1834. En plus de sa science de spécialité, il sui aussi des cours d'histoire, de langue et de littérature allemandes. Il est l'élève de Friedrich Christoph Dahlmann et de Jacob Grimm. Après avoir réussi son premier examen juridique à Brunswick, il rejoint d'abord le tribunal de district de Brunswick en tant que greffier, puis le tribunal de district de Riddagshausen et enfin le tribunal de district de Brunswick à nouveau. Les faibles perspectives d'emploi des jeunes avocats à l'époque l'incitent à occuper un poste d'assesseur de chambre et de maître de pension pour le prince médiatisé de Salm-Horstmar à Coesfeld à l'été 1843.
L'augmentation de son activité littéraire l'empêche de passer le deuxième examen. Déjà après l'expulsion des Sept de Göttingen, il écrit une brochure anonyme: "Les sept professeurs de Göttingen selon leur vie et leur travail", dont la deuxième édition paraît en 1838. C'est également sans son nom que parut "Braunschweigische Fürstensaal" (Brunswick 1840), une série de biographies populaires des princes Welf, qu'il a menée à la page 201 jusqu'à Magnus le Pieux lorsqu'il quitte Brunswick et abandonne le travail. L'éditeur, en faillite, ne réussit pas à trouver un continuateur ; il fait encore imprimer un certain nombre de biographies tirées de la "Galerie de portraits des célèbres ducs de Brunswick-Lunebourg", parue peu de temps auparavant, mais interrompt ce travail inachevé à la page 312, à propos du duc Rodolphe-Auguste.
En outre, Spehr prend une part active aux trois volumes des "Histoires et mémoires patriotiques de la préhistoire des États de Braunschweig et de Hanovre" de Wilhelm Görges (de) (Brunswick 1843-45), que l'on doit considérer pour l'essentiel comme son œuvre. Il en publie ensuite une deuxième édition, plus complète et remaniée, en 1881. Peu après son installation à Coesfeld le 21 novembre 1843, Spehr se marie avec Sophie Käufer, une fille du greffier de Riddagshäuser Heinrich Käufer, qui s'intéresse également de préférence à la recherche historique patriotique. Après le décès de sa femme le 12 novembre 1851, Spehr se marie en secondes noces le 6 janvier 1853 avec Sophie Zimmermann, fille du facteur principal Z. à Oker. Comme les conditions de service de Spehr ne se sont pas déroulées comme il le souhaite après le décès du prince Frédéric de Salm-Horstmar (de) (mort le 27 mars 1865), il est licencié de son poste avec pension à l'automne 1865. Il s'installe alors à nouveau dans sa ville natale de Brunswick au printemps suivant, pour s'y consacrer entièrement à des travaux d'écriture. Il devient d'abord collaborateur du Braunschweiger Tageblatt (de), puis, à partir du 1er octobre 1874, deuxième rédacteur des annonces officielles du Braunschweig. Parallèlement, il est secrétaire de l'association pour la promotion et l'accroissement des collections du Musée de la ville (de), au sein duquel il assume également la fonction de conservateur après la mort de Carl Schiller (de) en 1874.
Il meurt le 17 mars 1881 après de longues souffrances, laissant, outre une veuve (morte le 11 avril 1890), cinq filles et un fils, Friedrich Spehr, né le 9 septembre 1856, mort de la grippe dès le 18 janvier 1890, alors qu'il est professeur de lycée et docteur en philosophie à Brunswick.
Spehr est honoré par la dédicace de la Ferdinand-Spehr-Straße dans le quartier de Gliesmarode de Brunswick, dans lequel les rues sont également nommées d'après des historiens tels que Paul Jonas Meier (de), Karl Steinacker (de) et Hermann Dürre (de).

## Travaux
Parmi les œuvres littéraires de Spehr, la biographie du duc Frédéric-Guillaume de Brunswick-Wolfenbüttel mérite une mention spéciale. Elle est d'abord publiée dans l'Album Frédéric-Guillaume édité par Wilhelm Görges en 1847, puis dans une deuxième édition en 1861 et une troisième en 1865. Par ailleurs, Spehr rédige de nombreux articles dans les journaux de Brunswick (Magazine, Tageblatt, Anzeigen), ainsi que dans le Konversationslexikon (de) supplémentaire publié par Franz Steger (de) (Leipzig 1846 sq.) et dans l'Allgemeine Deutsche Biographie.